# Алан Берков
Мухтар Хусеевич Байрамуков (20 ноября 1969, село Светлое, Карачаево-Черкесская АО — 1998, Ставрополь) — российский автогонщик, более известный под псевдонимом Алан Берков.

## Биография
Байрамуков родился в многодетной карачаевской семье. Отец — колхозный механизатор. В седьмом классе Мухтар получил права тракториста. После школы окончил автокурсы при ДОСААФе, отслужил два года в Германии. . После поездки в Венгрию, на Хунгароринг, увлёкся автогонками, уехал в Великобританию, в гоночную школу Джима Рассела, где получил профессиональную британскую лицензию «В». Позже Байрамуков взял псевдоним Алан Берков, в 1993—1994 годах выступал в соревнованиях Formula Opel Junior, Formula Ford и Formula Opel. Получил национальную британскую лицензию «А», международные лицензии «С» и «В». В 1995 году дебютировал в команде Z-Speed Racing в британской «Формуле-3», занял девятое место в классе B.
В сезоне 1996 года Берков провел одну гонку в британской «Формуле-2». Гоняясь на болиде 1993 года, он финишировал 5-м, став лучшим среди пилотов, использовавших старые шасси. Летом 1996 года Берков подписал контракт с командой Arrows. Согласно ему он должен был выступать за британский коллектив в международной «Формуле-3000» и провести 10 тест-заездов в Формуле-1. В случае получения суперлицензии он принял бы участие в одной из гонок чемпионата мира «Формулы-1» в Португалии или Италии. Контракт оценивался в 1,2 миллиона долларов, однако необходимые деньги Берков собрать не смог.
После возвращения в Россию был убит в 1998 году в Ставрополе во время ограбления.

## Автогоночная карьера
- 1993—1994. Formula Opel Junior, Formula Ford, Formula Opel.
- 1995[англ.]. Британская Формула-3. Команда Z-Speed Racing. Девятое место в классе B.
- 1996. Британская Формула-2. Одна гонка.